# جون اتا داونی
جون اتا داونی (۱۳ ژوئیه ۱۸۷۵ – ۱۱ اکتبر ۱۹۳۲) روان‌شناس آمریکایی بود که به مطالعه شخصیت و دست‌خط پرداخت. داونی در لارامی، وایومینگ به دنیا آمد و بزرگ شد و مدرک خود را در رشته یونانی و لاتین از دانشگاه وایومینگ دریافت کرد. در طول زندگی خود، داونی هفت کتاب و بیش از هفتاد مقاله نوشت. او آزمون اراده-خلق فردی را توسعه داد که یکی از اولین آزمون‌هایی بود که ویژگی‌های شخصیتی را به‌طور مستقل از توانایی فکری ارزیابی می‌کرد و نخستین آزمونی بود که از روش‌های روان‌نگاری برای تفسیر استفاده می‌کرد.

## زندگی‌نامه

### اوایل زندگی
جون اتا داونی در لارامی، وایومینگ، به دنیا آمد. پدرش استیون ویلر داونی، سرهنگ ارتش اتحادیه و از بنیان‌گذاران دانشگاه وایومینگ بود. برادر کوچکترش، شریدان داونی، بین سال‌های ۱۹۳۸ تا ۱۹۵۰ به عنوان سناتور ایالات متحده از کالیفرنیا خدمت کرد. داونی پس از تحصیل در مدارس عمومی لارامی و مدرسه مقدماتی دانشگاه وایومینگ، وارد این دانشگاه شد و در رشته یونانی و لاتین تحصیل کرد.

### حرفه
داونی در سال ۱۸۹۵ مدرک کارشناسی خود را دریافت کرد و یک سال در مدرسه ابتدایی تدریس کرد. سپس در سال ۱۸۹۸ مدرک کارشناسی ارشد خود را در فلسفه و روان‌شناسی از دانشگاه شیکاگو گرفت.
در سال ۱۹۰۱، او به روان‌شناسی تجربی علاقه‌مند شد، در دوره‌ای تابستانی که توسط ادوارد بردفورد تیچنر در دانشگاه کرنل تدریس می‌شد. پس از بازگشت به دانشگاه وایومینگ، داونی به تدریس زبان انگلیسی و روان‌شناسی پرداخت و همزمان تحقیقات آزمایشگاهی انجام می‌داد.
وی در سال ۱۹۰۵ به عنوان استاد فلسفه به دانشگاه وایومینگ بازگشت و در سال ۱۹۰۶ مرخصی گرفت تا دکترای خود را به پایان برساند. او در سال ۱۹۰۷ فارغ‌التحصیل شد و پایان‌نامه خود را در ۱۹۰۸ با عنوان «فرایندهای کنترلی در دست‌خط اصلاح‌شده» ارائه کرد.
در سال ۱۹۱۵، داونی به عنوان رئیس دپارتمان روان‌شناسی و فلسفه منصوب شد و نخستین زنی بود که چنین مقامی را در یک دانشگاه دولتی دریافت کرد. او مطالعات گسترده‌ای در زمینه دست‌خط و فرایندهای حرکتی انجام داد و به یکی از اولین روان‌شناسانی تبدیل شد که شخصیت را به صورت علمی مطالعه کرد.

### سال‌های پایانی

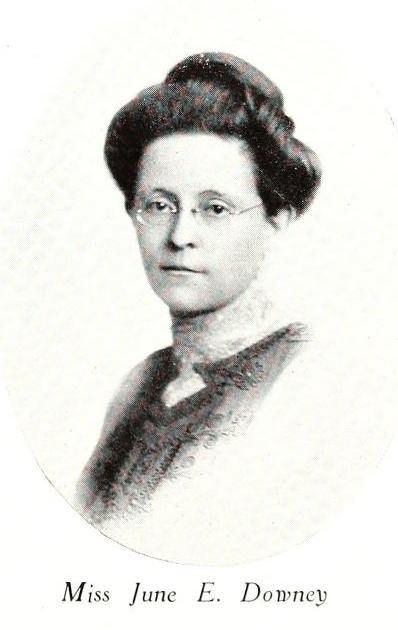

داونی در سال‌های پایانی عمرش تمرکز خود را بر آموزش گذاشت. او آخرین کتاب خود، تخیل خلاق را در سال ۱۹۲۹ منتشر کرد که پیوندی میان روان‌شناسی و هنر بود. او بین ۱۹۲۳ تا ۱۹۲۵ عضو شورای انجمن روان‌شناسی آمریکا بود و در سال ۱۹۲۹ به همراه مارگارت واشبرن، یکی از اولین زنانی بود که به عضویت انجمن روان‌شناسان تجربی درآمد.
داونی در سال ۱۹۳۲ در خانه خواهرش در ترنتون، نیوجرسی به دلیل سرطان معده درگذشت. پس از مرگ او، خانواده‌اش کتابخانه شخصی‌اش را به دانشگاه وایومینگ اهدا کردند و دانشگاه برای او مراسم یادبودی برگزار کرد.

## مشارکت‌های مهم
داونی در سال ۱۹۱۹ آزمون اراده-خلق فردی داونی را توسعه داد که یکی از اولین آزمون‌های شخصیت‌شناسی بود. این آزمون، شخصیت را بر اساس دست‌خط ارزیابی می‌کرد و شامل ۱۰ آزمایش فرعی بود که با هم امتیاز کلی «ظرفیت اراده» فرد را مشخص می‌کردند.
داونی قصد داشت آزمون را بهبود ببخشد، اما پیش از آن درگذشت.

### سایر علاقه‌مندی‌ها
مشابه ویلیام جیمز و دیگر روان‌شناسان برجسته، داونی علاقه زیادی به هنرهای خلاقانه داشت. او در طول زندگی‌اش اشعار، نمایشنامه‌ها و داستان‌هایی نوشت. او حتی سرود مدرسه، «آلما ماتر»، را برای دانشگاه وایومینگ نوشت. در سال ۱۹۱۱، او «واکنش تخیلی به شعر» را منتشر کرد که یکی از مهم‌ترین آزمایش‌هایش در زمینه هنر بود. این مطالعه تصاویری را که افراد هنگام خواندن شعر در ذهن خود ایجاد می‌کردند، بررسی کرد. او معتقد بود که تفاوت در چنین تصاویری نشان‌دهنده تفاوت‌های شخصیتی است.

## میراث
یک صندوق به نام «صندوق جون اتا داونی در روان‌شناسی» توسط اعضای خانواده او تأسیس شد تا از استادی‌ها، بازسازی اتاق سمینار جون ای. داونی و حمایت از زنان در گروه روان‌شناسی دانشگاه وایومینگ پشتیبانی کند.
او همچنین توسط دانشگاه وایومینگ مورد تقدیر قرار گرفته است. این دانشگاه دارای یک پلاک برنزی با نام او، استفاده از سرود «آلما ماتر» که توسط او نوشته شده و یک ساختمان به نام او است.